# Benknäckargänget (1974)
Benknäckargänget (originaltitel: The Longest Yard) är en amerikansk film (drama/komedi/sport) från 1974. Den hade amerikansk biopremiär 30 augusti 1974.

## Handling
Paul "Wrecking" Crewe var en berömd Amerikansk fotbollsspelare när han var på topp, men sedan blir han anklagad för att ha riggat en match.
Efter ett bråk med sin flickvän, ”stjäl” han en bil. Han hamnar i fängelse. När han anländer till fängelset så får han en uppgift av fängelsedirektören Hazen, som är mycket väl medveten om vem Paul är. Paul ska nämligen träna ett lag av fångar som ska möta fängelsets vakter i en stor match.

## Om filmen
Robert Aldrich har regisserat Benknäckargänget / The Longest Yard. Albert S. Ruddy och Tracy Keenan Wynn har skrivit filmmanus. 
En nyinspelning av filmen gjordes 2005 (Benknäckargänget – Krossa dem) med Adam Sandler i rollen som Paul Crewe, och med Burt Reynolds i rollen som coach Nate Scarborough.

## Rollista (i urval)
- Burt Reynolds - Paul Crewe
- Eddie Albert - fängelsedirektör Hazen
- Ed Lauter - kapten Knauer
- James Hampton - Caretaker
- Michael Conrad - Coach Nate Scarborough
- Charles Tyner - Unger
- Richard Kiel – Samson